# Dayton (Iowa)
Dayton es una ciudad situada en el condado de Webster, en el estado de Iowa, Estados Unidos. Según el censo de 2010 tenía una población de 837 habitantes.

## Geografía
Según la Oficina del Censo de los Estados Unidos, la localidad tiene un área total de 2,19 km², la totalidad de los cuales 2,19 km² corresponden a tierra firme.

## Demografía
Según el censo de 2010, había 837 personas residiendo en la localidad. La densidad de población era de 382,19 hab./km². Había 376 viviendas con una densidad media de 171,69 viviendas/km². El 98,69% de los habitantes eran blancos, el 0,6% afroamericanos, el 0,36% de otras razas, y el 0,36% pertenecía a dos o más razas. El 0,6% de la población eran hispanos o latinos de cualquier raza.